# قطعنامه ۱۰۹۳ شورای امنیت
قطعنامه ۱۰۹۳ شورای امنیت سازمان ملل متحد که در تاریخ ۱۴ ژانویه ۱۹۹۷ تصویب شد، سندی بین‌المللی دربارهٔ بررسی وضعیت در کرواسی است. این قطعنامه طی نشست ۳۷۳۱ام با ۱۵ رای موافق، ۰ مخالف و ۰ ممتنع تصویب شد.